# Manal Abdel Samad
Manal Abdel Samad Najd (en arabe : منال عبد الصمد), née le 28 mars 1975, est une femme politique libanaise. 
Elle est ministre de l'information au sein du gouvernement du Premier ministre Hassan Diab de 2020 à 2021.

## Biographie

### Famille, formation
Manal Abdel Samad naît le 28 mars 1975 à Amatour au Liban. Elle est mariée à Youssef Najd et a trois enfants avec lui : Carole, Rayan et Rami-Jo. Elle parle couramment l'arabe, l'anglais et le français . Manal Abdel Samad est druze.
De 2004 à 2009, Manal Abdel Samad étudie le droit fiscal à l'université américaine de Beyrouth, où elle obtient une maîtrise en administration des affaires (MBA). Elle poursuit ses études de 2010 à 2014 à l'Université de la Sorbonne à Paris, où elle obtient un doctorat. 

### Carrière professionnelle
En 1997, Manal Abdel Samad commence à servir au ministère libanais des Finances, où elle est participe notamment à la mise en œuvre de la taxe sur la valeur ajoutée (TVA) au Liban. Plus tard, elle devient la responsable du département de la législation et de la politique fiscale à la direction de la TVA. Elle est également chargée de cours à la fois à l'université Saint-Joseph de Beyrouth et à l'université américaine de Beyrouth.

### Carrière politique
En janvier 2020, Manal Abdel Samad devient ministre de l'Information, après avoir été proposée par le Parti démocratique libanais (LDP) comme candidate au gouvernement. Elle est l'une des six femmes ministres sur un total de vingt ministres au sein du gouvernement de Hassan Diab, ce qui est considéré comme un pas dans la bonne direction vers l'égalité des sexes dans la politique libanaise. En ce qui concerne l'émergence de la maladie à coronavirus, des théories du complot surgissent au Liban, ce qu'elle contre en annonçant la coopération avec l'Organisation mondiale de la santé, avec le Fonds des Nations unies pour l'enfance (UNICEF) et avec le Programme des Nations unies pour le développement. Elle démissionne de ses fonctions le 9 août 2020, à la suite des explosions dans le port de Beyrouth. Le lendemain, Hassan Diab annonce la démission de l'ensemble du gouvernement et Manal Abdel Samad continue à remplir les fonctions de ministre à titre temporaire jusqu'à la nomination de son successeur.